# 뢰야삼위
뢰야3위(賴耶三位) 또는 뇌야3위(賴耶三位)는 대승불교의 유식유가행파의 교학의 수행론의 일부로서, 수행이 향상되면서 모든 번뇌 즉 번뇌장과 소지장을 단멸함에 따라 일어나는 제8식 즉 아뢰야식의 변화를 크게 3단계로 나눈 아애집장현행위(我愛執藏現行位) · 선악업과위(善惡業果位) · 상속집지위(相續執持位)의 3가지 지위 또는 계위를 말한다. 달리 말하면, 뢰야3위는 수행기간인 인위(因位)에서 불과(佛果)를 증득한 지위인 과위(果位)에 이르는 사이에 제8식에서 일어나는 질적 변화 또는 변형을 3단계로 나눈 것이다.
《성유식론》를 비롯한 유식학 논서들에 나타나는 바와 같이 전통적으로 뢰야3위는 제8식의 여러 명칭 가운데 아뢰야식(阿賴耶識, ālaya vijñāna) · 이숙식(異熟識, vipāka vijñāna) · 아타나식(阿陀那識, adāna vijñāna, 집지식, 執持識)이라는 3가지 명칭이 지닌 의미와 결부하여 설명되고 있다. 이러한 설명에 따르면, 제1위인 아애집장현행위(我愛執藏現行位)는 아뢰야식 · 이숙식 · 아타나식이라는 3가지 명칭이 지닌 의미가 모두 존재하는 지위인데 아애 · 집장의 아뢰야식이라는 명칭의 의미가 두드러진 지위이다. 아애는 말나식의 4번뇌 가운데 하나이고, 집장은 특히 번뇌장을 뜻한다. 제2위인 선악업과위(善惡業果位)는 이숙식 · 아타나식이라는 2가지 명칭이 지닌 의미만이 존재하는 지위인데, 선업 · 악업의 이숙과라는 이숙식이라는 명칭의 의미가 두드러진 지위이다. 번뇌장이 단멸된 상태이므로 특히 선업의 이숙과라는 의미가 두드러진 지위이다. 제3위인 상속집지위(相續執持位)는 아타나식(집지식)이라는 1가지 명칭이 지닌 종자 특히 무루종자의 상속과 유지라는 의미만이 존재하는 지위이다.
대승불교의 보살승의 보살 10지의 수행계위에서 보면, 제1위인 아애집장현행위(我愛執藏現行位)는 범부에서 제7지 원행지 보살까지의 계위에, 제2위인 선악업과위(我愛執藏現行位)는 제8지 부동지 보살에서 제10지 법운지 보살(엄밀히는, 등각의 금강심 보살)까지의 계위에,  제3위인 상속집지위(相續執持位)는 보살 10지를 초월한 부처의 계위에 해당한다.
성문 · 연각의 2승의 4향4과의 수행계위에서 보면, 제1위인 아애집장현행위(我愛執藏現行位)는 범부에서 아나함과 즉 불환과의 성자까지의 계위에, 제2위인 선악업과위(我愛執藏現行位)는 아라한향과 아라한과의 성자의 계위에,  제3위인 상속집지위(相續執持位)는 4향4과를 초월한 부처의 계위에 해당한다.

## 뢰야3위
불교에서는 유정이 3계에서 윤회하는 원인이 번뇌에 있다고 본다. 유식유가행파에서도 마찬가지의 입장을 가지는데, 다만 번뇌를 크게 번뇌장 · 소지장의 2장(二障)으로 분류하고 있으며 이 모든 번뇌들의 근본에 근본무명이 있다고 본다. 그리고 이 근본무명이란 바로 제7말나식이 제8아뢰야식의 견분(見分) 즉 인식작용을 자내아(自內我) 즉 자신 내부에 존재하는 영원한 자아로 오인함에 따라 생겨나는 아치(我癡)를 말한다. 그리고 아치를 바탕으로 하여 아견 · 아만 · 아애의 3가지 번뇌가 순서대로 생겨나며, 제7말나식은 이 4번뇌와 항상 상응하는데 이러한 상태가 인아견(人我見) 즉 아집(我執)과 법아견(法我見) 즉 법집(法執)을 일으키고 이들이 바탕이 되어 번뇌장 · 소지장의 다른 모든 번뇌 즉 근본번뇌와 수번뇌를 낳아 결과적으로 유정으로 하여금 3계를 생사윤회하게 하고 진여에 대해 미혹하게 하고 진여의 근본지(根本智)가 발현되지 못하게 한다고 본다.
한편, 유식유가행파에서는 이러한 무지의 상태, 즉 번뇌에 속박된 상태, 즉 번뇌장 · 소지장에 속박된 상태, 즉 진여를 알지 못하는 무명과 그에 따른 생사윤회의 상태는 아뢰야식이 본래 갖추고 있는 무루의 종자의 세력을 강화시켜 전의(轉依) 즉 전식득지(轉識得智)를 증득함으로써 해소될 수 있다고 본다. 그리고 이 전의(轉依)의 과정을 크게 아애집장현행위(我愛執藏現行位) · 선악업과위(善惡業果位) · 상속집지위(相續執持位)의 3위(三位) 또는 3단계로 나누고 있으며, 보다 세분하여서는 자량위(資糧位) · 가행위(加行位) · 통달위(通達位) · 수습위(修習位) · 구경위(究竟位)의 5위(五位) 또는 5단계로 나누고 있다. 또는 손력익능전(損力益能轉) · 통달전(通達轉) · 수습전(修習轉) · 과원만전(果圓滿轉) · 하열전(下劣轉) · 광대전(廣大轉)의 6가지(6단계가 아님)로 분류하기도 한다.
이들 중 아애집장현행위(我愛執藏現行位) · 선악업과위(善惡業果位) · 상속집지위(相續執持位)의 3단계는 수행이 향상되면서 모든 번뇌 즉 번뇌장과 소지장을 단멸함에 따라 일어나는 제8식 즉 아뢰야식의 질적 변화 또는 변형을 중심으로 하는 계위 구분이기 때문에 전통적인 용어로 뢰야3위(賴耶三位)라고 불린다. 그리고 《성유식론》를 비롯한 유식학 논서들에 나타나는 바와 같이 전통적으로 뢰야3위는 제8식의 여러 명칭 가운데 아뢰야식(阿賴耶識, ālaya vijñāna) · 이숙식(異熟識, vipāka vijñāna) · 아타나식(阿陀那識, adāna vijñāna, 집지식, 執持識)이라는 3가지 명칭이 지닌 의미와 결부하여 설명되고 있다.
그리고 이들 3가지 명칭은 세친의 《유식삼십송》의 특정 게송과 직접적인 관련이 있다. 인도 불교의 유식학의 총 3기 가운제 제2기의 논사인 세친의 《유식삼십송》가운데 아뢰야식의 상(相) 즉 아뢰야식의 본질 또는 성질을 밝히는 게송으로 아래 인용문에 나타나 있는 제2  · 3 · 4송이 있다. 《성유식론》은 인도 불교의 유식학의 제3기를 이루는 논사들인 유식 10대 논사들의 《유식삼십송》에 대한 주석들을 현장(玄奘: 602~664)이 호법(護法: 530~600)의 학설을 위주로 하여 번역 · 편찬한 것인데, 《성유식론》에서는 이 게송들을  제2 · 3 · 4권에 걸쳐서 해석하고 있다. 여기에 사용된 해석체계를 전통적으로 8단 10의문(八段十義門)이라고 한다.
이들 게송 가운데 제2송의 '첫 번째는 아뢰야식이고, 이숙식이며, 일체종자식이니라(初阿賴耶識 異熟一切種)'는 직접적으로는 제8식의 3상 즉 자상(自相: 아뢰야식) · 과상(果相: 이숙식) · 인상(因相: 일체종자식)의 뢰야3상에 대한 언급이지만, 제4게송의 '아라한위에서 버리네(阿羅漢位捨)'와 더불어 뢰야3위와 밀접히 관련된 것으로도 해석되고 있다. 즉, 제2송은 뢰야3위에 대한 언급으로도 볼 수 있다. 달리 말하면, 뢰야3상과 뢰야3위는 불가분리(不可分離)의 관계에 있다. 즉, 당연한 말로서, 제8아뢰야식의 체상 즉 본질[相]과 그것을 지혜[智]로 변형시키는 과정으로서의 수행은 서로 분리할 수 없는 관계에 있다.
 且初能變其相云何。頌曰。

　　　初阿賴耶識　　異熟一切種

　　３不可知執受　　處了常與觸

　　　作意受想思　　相應唯捨受

　　４是無覆無記　　觸等亦如是

　　　恒轉如瀑流　　阿羅漢位捨

 
우선 초능변식(初能變識: 제8식)의 체상[相]은 어떠한가?

게송(『삼십송｣의 제2 · 3 · 4 송)에서 다음과 같이 말한다.

　　　첫 번째는 아뢰야식이고,

　　　이숙식이며, 일체종자식이니라.

　　　감지하기 어려운 집수(執受)와 기세간[處]의

　　　요별을 갖네.

　　　항상 촉(觸) · 작의(作意) · 수(受) · 상(想) · 사(思)의 심소와 상응한다.

　　　오직 사수(捨受)와 상응하네.

　　　이것은 무부무기성(無覆無記性)이니,

　　　촉 등도 역시 그러하다.

　　　항상 폭류(暴流)의 흐름처럼 유전(流轉)한다.

　　　아라한위에서 버리네.
 — 《성유식론》 제2권, 한문본 & 한글본

### 아애집장현행위
아애집장현행위(我愛執藏現行位)의 한자어 문자 그대로의 뜻은 아애(我愛)와 집장(執藏)이 현행하는 지위 또는 계위이다. 아뢰야식 · 이숙식 · 아타나식이라는 3가지 명칭이 지닌 의미가 모두 존재하는 지위이지만, 아애 · 집장의 아뢰야식이라는 명칭의 의미가 두드러진 지위이다.
아애(我愛)는 제7말나식이 제8아뢰야식의 견분(見分) 즉 인식작용을 소연(所緣: 인식대상)으로 하여, 제8아뢰야식을 실아(實我) 즉 실재하는 상일주재(常一主宰)하는 자아 또는 자내아(自內我) 즉 자신 내부에 존재하는 영원한 자아로 오인하여 일으키는 아치(我癡) · 아견(我見) · 아만(我慢) · 아애(我愛)의 4번뇌 가운데 네 번째의 아애를 말한다. 근본무명에 해당하는 아치가 먼저 일어나고 이를 바탕하여 아견 · 아만 · 아애가 순서대로 일어난다. 따라서 아애가 현행하고 있다는 것은 4번뇌가 현행하고 있다는 뜻인데, 유식유가행파의 교학에 따르면 전의(轉依)를 획득하기 이전까지는 말나식은 항상 4번뇌와 상응한다.
집장(執藏)은 제8식의 여러 명칭 가운데 '아뢰야식(阿賴耶識) 즉 장식(藏識)이라는 명칭'으로서의 제8식이 가진 능장(能藏) · 소장(所藏) · 집장(執藏)의 3가지 뜻 가운데  집장을 말한다. 집장(執藏)은 염오식(染汚識)으로서의 제7말나식과의 관계에서 아뢰야식 즉 장식(藏識)을 칭하는 이름으로, '능집장(能執藏: 잡착하는 자)'이 아닌 '소집장(所執藏: 집착되는 대상)'의 줄임말이다. 《성유식론》에 따르면, 제8식의 자상 즉 본질에는 여러 측면[分位]이 있어서 여러 이름이 있지만 '장식(藏識) 즉 아뢰야식(阿賴耶識)이라는 명칭'은 과실(過失)이 크기 때문에 이에 비중을 둔 이름이다. 그리고 집장은 번뇌장 · 소지장 가운데 번뇌장 즉 아집을 뜻한다.
따라서 아애집장현행위(我愛執藏現行位)는 제7말나식이 제8식의 견분을 소연으로 하여 자신의 실아 또는 자내아로 착각하여 집착하는 기간으로, 아집이 현행하는 기간이다. 이 기간 동안에는 이숙식과 아타나식도 현행하므로 이숙(異熟: 다르게 익음)의 의미의 선악업과위(善惡業果位)와 아타나(阿陀那: 집지)의 의미의 상속집지위(相續執持位)도 함께 현행한다. 하지만 아애집장현행(我愛執藏現行)의 의미가 가장 강하고 그 과실(過失)이 크므로 이 때의 제8식을 아뢰야식이라고 부른다.
아애집장현행위(我愛執藏現行位)는 대승불교의 보살승의 수행계위에서 보면 범부에서 제7지 원행지 보살까지의 계위에 해당하고, 성문 · 연각의 2승의 4향4과의 수행계위에서 보면 범부에서 아나함과 즉 불환과의 성자까지의 계위에 해당한다.
그리고 제8지 부동지(不動地) 이상의 보살 즉 불퇴전 보살과 2승의 무학위(아라한)에서는 무루종자가 상속해서 아집을 영원히 일으키지 않으므로, 이들 이상의 지위에 대해서는 제8식에 대해 아뢰야식(阿賴耶識)이라는 명칭 즉 장식(藏識)이라는 명칭을 사용하지 않는다. 한편, 부동지 이상의 상태, 즉 불퇴전의 상태, 즉 불환과를 획득한 상태는 욕계에 윤회하지 않는 상태이다. 즉, 이타(利他)를 위해 즉 가르침을 펼치기 위해 의도적으로 보살로서 욕계에 윤회하는 것이 아닌 한 악업으로 인해 어쩔 수 없이 욕계에 윤회해야만 하는 상태는 벗어난 상태이다.

### 선악업과위
선악업과위(善惡業果位)의 한자어 문자 그대로의 뜻은 '선업 · 악업의 과보'의 지위 또는 계위이다. 아뢰야식 · 이숙식 · 아타나식이라는 3가지 명칭 가운데 아뢰야식이라는 명칭의 의미 즉 아애(我愛)와 집장(執藏)의 의미는 존재하지 않고 이숙식 · 아타나식이라는 2가지 명칭의 의미만이 존재하는 지위로, 이 2가지 가운데 '선업 · 악업의 과보'로서의 이숙식이라는 명칭의 의미가 두드러진 지위이다.
선악업과(善惡業果)는 '선업 · 악업의 과보' 즉 과거 특히 전생의 선업과 악업의 총결과로서의 이숙과를 말하며, 이것은 곧 이숙식 즉 이숙의 성질을 가진 식으로서의 제8식을 말한다. 전생 또는 과거의 선업과 악업은 생사윤회를 인기(引起)하는 능력이 있으므로 이숙식으로서의 의미가 존재한다는 것은 여전히 생사윤회를 벗어나지는 못하는 상태라는 것을 말한다.
그런데, 원래의 의미에서의 이숙과는 오직 이숙인(異熟因) 즉 이숙습기(異熟習氣) 즉 '제6의식의 선업과 악업'에 의해서만 일어나는 것으로 제7식의 유부무기의 업은 비록 번뇌이기는 하나 이숙과라는 결과를 일으킬 만한 세력은 가지지 못하므로 악 즉 불선으로 분류되지 않고 무기로 분류된다. 그리고 제6의식의 악업이란 곧 번뇌장에 의한 업을 말하는데, 선악업과위(善惡業果位)는 번뇌장이 존재하지 않는 상태이므로 선악업과위는 선업에 의한 이숙과만이 존재하는 상태이다. 그러나 여기서의 선업은 완전한 순(純)무루의 선업이 아니며 제7말나식이 가진 유부무기의 소지장의 번뇌 즉 유부무기의 등류습기(等流習氣)에 의해 비록 악 즉 불선의 상태가 될 정도의 오염은 아니지만 오염을 받아 그 청정 상태가 약간이나마 흐려진 상태의 선업, 즉, 엄밀히 말해, 유부무기의 번뇌에 의해 가려진 상태의 선업이다. 이러한 이유로 여전히 생사윤회를 벗어나지는 못하는 상태이다. 그러나 아뢰야식의 의미가 존재하지 않으므로 욕계로의 윤회는 이미 벗어난 상태이며, 색계나 무색계에 윤회하는 상태이다.
선악업과위(我愛執藏現行位)는 대승불교의 보살승의 수행계위에서 보면 제8지 부동지 보살에서 제10지 법운지 보살(엄밀히는, 10지 다음의 등각의 계위의 금강심 보살)까지의 계위에 해당하고, 성문 · 연각의 2승의 4향4과의 수행계위에서 보면 아라한향과 아라한과의 성자의 계위에 해당한다.
그리고 불과(佛果) 즉 여래지(如來地) 즉 부처의 경지에서는 순(純)무루종자가 상속해서 아집과 법집을 영원히 일으키지 않으므로 즉 번뇌장과 소지장이 영원히 단멸된 상태이므로 이숙무기(異熟無記)의 법이 존재하지 않기 때문에 제8식에 대해 이숙(異熟) 또는 이숙식(異熟識)이라는 명칭을 사용하지 않는다.

### 상속집지위
상속집지위(相續執持位)의 한자어 문자 그대로의 뜻은 '상속 · 유지'의 지위 또는 계위이다. 아뢰야식 · 이숙식 · 아타나식이라는 3가지 명칭 가운데 아뢰야식과 이숙식이라는 명칭의 의미 즉 아애(我愛)와 집장(執藏)의 의미와 선악업과(善惡業果) 즉 이숙과(異熟果)라는 의미는 존재하지 않고 집지식(執持識)이라고도 불리는 아타나식(阿陀那識)이라는 1가지 명칭의 의미만이 존재하는 지위이다.
상속집지위(相續執持位)는 종자와 신체[色根]를 능히 상속하고 유지하여 무너지지 않게 한다는 뜻으로, 이것은 아타나식 즉 집지식으로서의 제8식을 말한다. 이러한 의미에서는 범부에서 부처까지 모든 유정에게 아타나식 즉 집지식의 의미가 존재한다.
그런데 뢰야3위의 제3위로서의 상속집지위(相續執持位)는 불과(佛果) 즉 여래지(如來地) 즉 부처의 경지를 뜻하므로, 종자와 신체[色根]를 능히 상속하고 유지하여 무너지지 않게 한다고 할 때 여기서는 오로지 순(純)무루의 종자와 신체[色根]를 뜻한다. 즉, 부처의 경지에서는 무루의 청정한 종자와 법신 · 보신 · 화신의 3신이 상속되고 유지되며, 번뇌장과 소지장 그 어느 번뇌에 의해서도 가려지는 경우가 없다. 이러한 의미에서는 이 계위의 제8식은 완전한 청정의 상태이므로 모든 무루법들의 소의 즉 의지처 즉 발동근거라는 뜻에서 무구식(無垢識)이라고도 불리며, 이 명칭은 오직 여래지에만 존재한다.
한편, 위에 언급된 이름들 외의 제8식의 다른 이름으로는 갖가지 법으로 인하여 훈습된 종자가 모여진 곳이라는 뜻의 심(心), 소지(所知)인 여러 잡염법 · 청정법의 소의 즉 의지처 즉 발동근거가 된다는 뜻의 소지의(所知依), 세간 · 출세간의 여러 종자를 능히 두루 맡아 지닌다는 뜻의 종자식(種子識)이 있다. 이 3가지 명칭의 의미는 아타나식(阿陀那識)이라는 명칭과 마찬가지로 범부에서 부처까지 모든 유정에게 존재한다. 즉, 뢰야3위 전체에 걸쳐 그 의미가 존재한다. 따라서 명칭들의 아애집장현행위(我愛執藏現行位) · 선악업과위(善惡業果位) · 상속집지위(相續執持位)에서의 의미에 대해서는 위의 내용들에 준하여 파악되어야 한다.

## 같이 보기
- 3삼매
- 3해탈문
- 8식과 아뢰야식
  - 뢰야3상: 자상 · 과상 · 인상
  - 3성: 변계소집성 · 의타기성 · 원성실성
  - 말나식의 4번뇌: 아치 · 아견 · 아만 · 아애
  - 번뇌장과 소지장
  - 아집과 법집
  - 아공와 법공, 인무아와 법무아
- 3계 9지
- 부파불교의 수행계위
  - 3도: 견도 · 수도 · 무학도
  - 5위: 자량위 · 가행위 · 견도위 · 수도위 · 무학위
  - 9지
- 대승불교의 수행계위
  - 인위와 과위
  - 뢰야3위: 아애집장현행위 · 선악업과위 · 상속집지위
  - 5위: 자량위 · 가행위 · 통달위 · 수습위 · 구경위
  - 10지

## 참고 문헌
- 곽철환 (2003). 《시공 불교사전》. 시공사 / 네이버 지식백과. |title=에 외부 링크가 있음 (도움말)
- 권오민 (2003). 《아비달마불교》. 민족사.
- 김사업 (1989). 《제칠말나식의 성립과 그 체성 연구》. 동국대학원 불교학과 석사학위논문.
- 운허.  동국역경원 편집, 편집. 《불교 사전》. |title=에 외부 링크가 있음 (도움말)
- 정준기 (1993). 《윤회의 주체로서 아뢰야식에 관한 연구》. 동국대학원 불교학과 석사학위 논문.
- 호법 등 지음, 현장 한역, 김묘주 번역 (K.614, T.1585). 《성유식론》. 한글대장경 검색시스템 - 전자불전연구소 / 동국역경원. K.614(17-510), T.1585(31-1). |title=에 외부 링크가 있음 (도움말)
- (중국어) 星雲. 《佛光大辭典(불광대사전)》 3판. |title=에 외부 링크가 있음 (도움말)
- (중국어) 호법 등 지음, 현장 한역 (T.1585). 《성유식론(成唯識論)》. 대정신수대장경. T31, No. 1585, CBETA. |title=에 외부 링크가 있음 (도움말)